# Pitelli
Pitelli (/piˈtɛlli/; Pitei in ligure) è una frazione di 1008 abitanti nel comune della Spezia, in Liguria.

## Geografia fisica
Il borgo, incluso nell'associazione "Borghi autentici d'Italia", è situato in posizione particolarmente panoramica sulle colline orientali che sovrastano il golfo, contigua al parco regionale di Montemarcello. 

Intorno al nucleo centrale, composto da case-torri con ingressi a volta, il borgo si sviluppa in un anello ottocentesco con facciate dipinte. 

Negli anni settanta del XX secolo alcuni orti interni furono trasformati nell'attuale piazza degli Orti, composta di tre terrazzamenti, diventata poi il nuovo centro della vita sociale del paese. 
Una nuova zona di edilizia economica-popolare denominata Monti Amoli è stata urbanizzata all'inizio degli anni ottanta.
Una fitta rete di sentieri numerati dal CAI collega il borgo con il mare.
Sotto il paese si trova una grotta naturale denominata "tana dell'Oo" (il termine "Oo" deriverebbe dal termine dialettale per lupo o orco). Si tratta di un invaso carsico, praticato anticamente come via di fuga in occasione delle incursioni saracene, e che sbocca in prossimità del rio Muggiano; dell'ambiente sono ancora praticabili le prime due stanze.

## Origine del nome
Il nome è di origine incerta. Appare tuttavia probabile una derivazione dal personale latino Petill(i)us o Petell(i)us, come per i toponimi toscani Piteglio e Pitigliano. Alcune tradizioni locali fanno riferimento a una famiglia di consoli romani Pitillis, che avrebbe risieduto in questa colonia sulla costa marina.

## Storia

### Le origini
Antichi insediamenti romani in riva al mare sono testimoniati dal rinvenimento dei resti di un'antica colonia.

### Età medievale
Già al XIII secolo risale il toponimo Vicus de Pitellio, che corrisponderebbe ad un insediamento rurale sparso, disposto lungo l'originaria via di transito che collegava il borgo di Arcola a quello di San Bartolomeo sul mare.
L'agglomerato costiero di San Bartolomeo (oggi scomparso, ma del quale è rimasta la denominazione nel tratto di costa) fino alla seconda metà del XV secolo era un fiorente scalo commerciale nel golfo spezzino: oltre al porto, ospitava una cappella dedicata ai santi Bartolomeo e Maria Maddalena con un Ospitale (Ospitale nel senso medievale del termine era un luogo previsto per accogliere ed ospitare viandanti e pellegrini). 

### Età moderna
Sia l'antichissimo Hospitalis de centum clavibus che l'insediamento di San Bartolomeo furono abbandonati nel XVI secolo per i guasti prodotti dalle mareggiate, ma soprattutto per le pesanti scorrerie turche che costrinsero la popolazione a fondare Pitelli, in luogo meno esposto.
A Pitelli fu quindi trasferito anche il culto di San Bartolomeo dall’antichissimo Ospitale de centum clavibus.

Lo stemma del paese raffigura, infatti, tre navi saracene, tre fonti e tre colline, a simboleggiare l'origine della fondazione, le fonti termali presenti nel sottosuoloe le colline che ospitano il borgo.
Al Cinquecento risale quindi il primo luogo di culto nel paese di Pitelli, l'antico piccolo oratorio tuttora esistente, che rispecchia le fattezze della chiesa costiera ereditandone l'intitolazione ai Santi Bartolomeo e Maria Maddalena.
La comunità di Pitelli già nel Cinquecento si caratterizzava per una forte e chiara identità e rivendicava la propria autonomia nei confronti di Arcola. Non pochi furono nel tempo gli episodi di attrito tra le due comunità, che preoccuparono il governo genovese.
Già frazione della Pieve dei S.S. Stefano e Margherita di Arcola, Pitelli vedeva crescere progressivamente la propria popolazione e finalmente ottenne di essere costituita in parrocchia autonoma con Bolla del 1634. 

Ben presto la popolazione crebbe ulteriormente e la piccola cappella non bastava più per assolvere alle esigenze della comunità: così il 26 luglio del 1734 fu consacrata l'odierna Parrocchiale di San Bartolomeo.

### Età contemporanea
La costruzione dei forti a difesa della base navale della Spezia e quindi delle strade carrabili che li collegava tra loro fu propizio allo sviluppo di Pitelli. Il borgo si trovava infatti ben collegato ed in comoda posizione per raggiungere con breve cammino gli impianti industriali e cantieristici della costa. La conseguenza fu un forte incremento demografico e la trasformazione di Pitelli da borgo agricolo a paese "operaio".
Il numero di abitanti crebbe in maniera sensibile grazie all'afflusso di operai chiamati alla costruzione del nuovo Arsenale Militare Marittimo della Spezia e dei forti militari; manodopera specializzata nella lavorazione della pietra giunse dalla vicina Versilia e da Carrara portando con sé quelle concezioni politiche e sociali che influirono in seguito sulla nascita di associazioni di mutualità e solidarietà tra operai e contadini.
Alla fine dell'Ottocento a Pitelli nacquero il Club Operaio, di ispirazione mazziniana, e la Società di Mutuo Soccorso tra Operai.
Il 13 maggio 1894 Nicola Landi (a cui è dedicata la stele in Piazza degli Orti ), a nome del circolo repubblicano collettivista di Pitelli, portò l'adesione del circolo pitellese al Primo congresso del partito socialista ligure svoltosi a Sampierdarena, ricevendo il plauso di Andrea Costa. Nel 1896 viene fondata la Società anonima cooperativa di Pitelli che in seguito assumerà il nome di Cooperativa Enrico Toti e si fonderà nell'Alleanza cooperative spezzina e si renderà di nuovo autonoma con la denominazione di Cooperativa la pitellese 

Nel 1897 viene fondata la Pubblica Assistenza. 
Nel 1902 si costituirà il Circolo Democratico Cristiano di Pitelli  che darà origine alla  società di Mutuo Soccorso Cattolica S. Bartolomeo e che tre anni più tardi aprirà cooperativa. 
Nel dopoguerra dall’esperienza della cooperativa cattolica di costituirà la cooperativa La Rinascente
Nel 1908 una nutrita delegazione di volontari della Pubblica Assistenza si recò a prestare soccorso alla popolazione messinese colpita dal terremoto. Il re Vittorio Emanuele III conferì a tutti i membri della spedizione la medaglia d'argento al valor civile.
Il 13 aprile 1916 Tommaso di Savoia, duca di Genova e luogotenente del re, firmò il regio decreto che promuoveva ad ente morale la Pubblica Assistenza di Pitelli, richiesta che l'assemblea dei soci presentò già dal 1911.

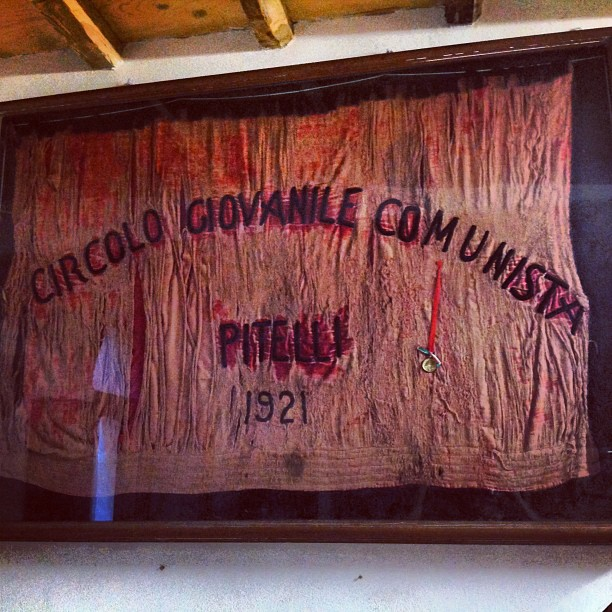

Nel 1921 Gigino Cinelli, poi consigliere comunale a Milano, e altri giovani pitellesi parteciparono alla scissione di Livorno del Partito Socialista e fondarono il Circolo Giovanile Comunista di Pitelli del quale Cinelli fu eletto segretario .
Il 28 settembre 1922 si verificò lo scoppio della polveriera di Falconara: le case di Pitelli ne furono scoperchiate e i massi provocarono gravissimi danni. 

I pitellesi decisero di utilizzare il denaro che la città di Genova aveva raccolto a loro sostegno per costruire le scuole elementari che tuttora portano il nome di "Genova" per ricordare l'amicizia e la solidarietà ricevuta dalla popolazione genovese.
Nel 1928 la frazione di Pitelli è distaccata dal Comune di Arcola e trasferita a quello di Spezia: alla ragione di ampliare il comune capoluogo si accompagnava la necessità, per il regime fascista, di separare gli antifascisti arcolani da quelli pitellesi.
Per tutto il ventennio fascista Pitelli fu sottoposta a vessazioni a causa della diffusa avversione nutrita dagli abitanti verso il regime; per la forte attività antifascista degli operai del borgo, fu sciolta infatti la Società di Mutuo Soccorso di origine laica, (che venne accorpata alla società Unione fraterna della Spezia), e sorte analoga avrebbe avuto la società cattolica se il parroco del paese non si fosse opposto con decisione, organizzando la protesta contro questa ipotesi.
Ancora oggi nella zona si ricorda e tramanda un celebre discorso pronunciato dal podestà che suonava all'incirca in questi termini: Genti di Arcola e di Pitelli, se volete l'acqua in casa, scoperchiate i tetti, affermazione forse collegata al fatto che alcuni antifascisti sfuggirono ad un rastrellamento perché nascosti nelle soffitte di alcune case, e quindi equivalente ad un invito ai cittadini alla delazione.
Rimane, inoltre, ancora vivo tra la popolazione il ricordo del 20 febbraio 1944, quando in seguito ad un rastrellamento, decine di abitanti del luogo furono incarcerati nelle prigioni genovesi.
La comunità di Pitelli prestò assistenza agli ebrei scampato dai campi di concentramento nel loro ritorno alla Terra santa, una solidarietà popolare che vide le cooperative e la pubblica assistenza impegnate nella distribuzione di viveri e nel sostegno al grande sciopero con cui si sblocco una situazione di stallo internazionale l’8 maggio 1946 quando il «Fede» e il «Fenice» salparono dal Molo Pagliari. 
Le due navi raggiunsero Haifa dopo un viaggio drammatico, cariche di 1.014 profughi sopravvissuti al lager nazisti e destinati a diventare i primi nuovi cittadini del nascituro stato d’Israele.

## Monumenti e luoghi d'interesse

### Architetture religiose
- Chiesa di San Bartolomeo, risalente al XVIII secolo.
- Oratorio della Confraternita del SS. Sacramento, primo luogo di culto del paese, risale alla metà del Cinquecento. Fu costruito lungo la strada principale che da Arcola conduceva all'antico ingresso del borgo, riproducendo le forme della cappella costiera di San Bartolomeo dei Cento Chiodi. Inizialmente l'Oratorio dipendeva dalla Pieve di Arcola, ma nel 1634, dopo 50 anni dalla prima istanza indipendentista avanzata dalla popolazione, l'oratorio pitellese ottenne l'autonomia religiosa e la facoltà di avere un proprio sacerdote che i Pitellesi mantennero autotassandosi volontariamente. All'antico oratorio apparteneva il pregevole Crocifisso ligneo conservato nella Parrocchiale.  Vi è anche una tela raffigurante una Crocifissione, risalente al 1590; nel cartiglio di dedica è chiaramente scritto, in lingua latina, che il dipinto è stato realizzato con il comune consenso degli uomini di Pitelli.

### Architetture militari
- Forte di Canarbino, sebbene il suo luogo sia incluso nel Comune di Arcola, il Forte di Canarbino è posto sulla sommità del crinale che domina l'abitato. Si tratta di un forte militare del XIX secolo che conserva ancora intatta tutta la struttura originaria, compresi i fossati e le mura di cinta. Il Forte fa parte del complesso sistema fortificato del Golfo della Spezia e viene oggi utilizzato come poligono di tiro.

### Monumenti
Nel centro del paese, in piazza degli Orti, è collocata una stele eretta nel XIX secolo dal club operaio locale in onore di Giuseppe Mazzini e di Giuseppe Garibaldi e per ricordare i confratelli defunti. Il monumento in origine era collocato nel vecchio cimitero, non più utilizzato ma ancora visibile fuori dall'abitato. Il restauro del monumento è avvenuto ad opera degli eredi di Nicola Landi.

## Cultura

### Eventi
Il patrono del paese è san Bartolomeo apostolo e la sua ricorrenza viene festeggiata il 24 agosto. Inoltre la prima domenica dopo la festa patronale, nella parte vecchia del paese (denominata "Taranto Vecia"), si festeggia S.Bartolomein cioè il santo piccolino: il santo in realtà non è mai esistito, ma le famiglie apparecchiano nella strada e offrono le pietanze a quanti vogliono partecipare con loro a questa festa. La seconda settimana di Agosto si svolge Pitei ‘n Cantina, una festa anni '50 dedicata a Gioà, il patrono laico del paese.

### Gastronomia
Tra i piatti caratteristici del borgo si possono annoverare:
- la tradizionale torta di riso dolce con sfoglia, la cui ricetta è stata inserita nell'albo regionale dei prodotti tipici e recepita dal Ministero delle politiche agricole alimentari e forestali;
- i ravioli di carne, erbette e patate rosse;
- i panzerotti, dolci fritti tipici del periodo natalizio;
- le lasagne con la sfoglia verde;
- le acciughe alla vichinga, cotte nel limone e condite con le erbe aromatiche.

Tipici inoltre i muscoli e calamari ripieni e il polpo all'inferno.
Tradizionalmente la proprietà agricola, peraltro molto frammentata, consentiva un utilizzo intensivo della coltivazione di ulivi, vigneti e prodotti orticoli come la "patata rossa".

## Folklore
- Il patriota Felice Orsini in punto di morte ricordò i pitellesi con l'epiteto di "ladri". L'origine di questa definizione viene fatta risalire alla sparizione di una borsa contenente denaro avvenuta poco prima del suo arresto. Così il patriota ricordò il suo soggiorno sul territorio spezzino.

- In paese si tramanda una filastrocca che in italiano può tradursi così: Pitelli, Dio lo fece e poi strappò i modelli e promise a suo figlio Gesù: paesi come questo non ne farò mai più.
- "chi tei er mostro de Pitei", deriverebbe da un'antica leggenda del vecchio "Marino", un eremita che viveva nelle campagne intorno a Pitelli.